# Yesterday (filme de 1985)
Yesterday é um filme de drama polonês de 1985 dirigido e escrito por Radosław Piwowarski. Foi selecionado como representante da Polônia à edição do Oscar 1986, organizada pela Academia de Artes e Ciências Cinematográficas.

## Elenco
- Piotr Siwkiewicz - Pawel Mitura 'Ringo'
- Anna Kazmierczak - Ania
- Andrzej Zielinski - John
- Krzysztof Majchrzak - Biegacz
- Krystyna Feldman - Ciotka
- Henryk Bista - Dyrector
- Waldemar Ignaczak - George
- Robert Piechota - Paul
- Stanislaw Brudny - Ksiacz